# La Classe de neige (film)
Pour les articles homonymes, voir La Classe de neige.
Pour plus de détails, voir Fiche technique et Distribution.
La Classe de neige est un film français réalisé par Claude Miller, sorti en 1998.
Le film suit Nicolas, 10 ans, aussi craintif qu'anxieux, qui est en proie à un imaginaire perturbant qui le plonge dans l'angoisse. Lorsque son école organise une classe de neige, alors que l'accident de car de Beaune est encore récent, son père préfère l'amener lui-même avec sa voiture au chalet, près du lac de Montriond, dans la région de Morzine.

## Synopsis
Nicolas est un garçon de dix ans à la fois timide et introverti, qui redoute le voyage de classe de neige de son école. Il a peur de ne pas s’intégrer aux autres garçons. Son père, surprotecteur, décide de le conduire par ses propres moyens à la station de ski, au lieu de le laisser monter dans un bus avec le reste du groupe. En route, Nicolas et son père passent devant les suites d’un accident de voiture. Voyant la police devant lui alors que la circulation s’est arrêtée, le père de Nicolas devient nerveux et dissimule tous les objets en vrac dans le coffre - et nous voyons que le sac de voyage de Nicolas est à côté de plusieurs mallettes assorties. Nicolas oublie par la suite son sac dans la voiture de son père, ce qui augmente sa gêne lorsqu’il se présente aux autres enfants sans vêtements de rechange ni articles de toilette.
Les jours passants, le père ne revient pas apporter le sac de Nicolas, et n’est pas joignable lorsque le personnel de l’école tente de le rejoindre. Par la suite, Nicolas fait des rêveries troublantes sur le fait que son père a eu un accident de voiture. Nicolas se lie d’amitié avec Hodkann, un autre élève perturbateur, tout en lui racontant une histoire inventée de toutes pièces. Il affirme à tort à Hodkann, que son père est une sorte d'agent secret, pourchassé par des méchants. Il fait promettre à Hodkann de ne rien dire à personne.
L’une des principales craintes de Nicolas est de mouiller son lit, et la situation s’aggrave lorsqu’il obtient un lit juste au-dessus de Hodkann, ayant également emprunté son pyjama puisqu’il n’avait pas le sien. La nuit, Nicolas essaie de rester éveillé mais s’endort, se réveillant d’un rêve humide mais croyant avoir mouillé son pantalon. Il quitte son lit pour nettoyer ses vêtements et en revenant, il découvre qu’il neige dehors. Nicolas sort dans le froid glacial et finit enfermé dehors, et en désespoir de cause, se blottit dans la voiture de son moniteur de ski, Patrick. Avant de s’endormir, il voit une ambulance s’éloigner. Il est trouvé le matin par Patrick et est emmené dans un bureau avec de la fièvre.
Plus tard dans la journée, il se rend dans un café pendant que les autres enfants skient. Alors qu’ils sont dans le café, deux policiers viennent à la recherche de René, un jeune garçon qui a disparu récemment. Cette nuit-là, alors qu’il dort, il fait un cauchemar où il se trouve dans un parc à thème avec Hodkann et Patrick, et qu’il monte sur une montagne russe pendant que son petit frère est gardé par un autre homme apparemment amical. Une fois en haut, il voit son frère être conduit dans une ambulance blanche par l’étranger. Plus tard, le frère est retrouvé à l’extérieur du parc après avoir subi le prélèvement d’un de ses organes.
Le rêve est poignant car Nicolas, quelques mois auparavant, n’avait pas été autorisé à faire un tour similaire car cela aurait signifié laisser son petit frère avec un inconnu. Après avoir décliné l’offre de l’étranger de surveiller le frère, le père de Nicolas le met maladroitement en garde contre le danger de faire confiance à un étranger, affirmant que cela inclut un risque de vol d’organes. Dans une série de flashbacks, le père de Nicolas montre des signes d’instabilité mentale, son poignet présente notamment une cicatrice profonde qui indique une tentative de suicide antérieure.
Il est finalement révélé que le père de Nicolas n’a pas eu d’accident de voiture comme Nicolas l’avait rêvé, mais plutôt qu’il a enlevé et abusé d’enfants, y compris probablement le garçon que la police recherchait, et a été arrêté. Hodkann, qui n’a pas tenu sa promesse à Nicolas, a révélé aux policiers que la voiture de son père correspond à celle qu'ils recherchent. Il a naïvement cru que cela aiderait le père à échapper aux « méchants ». Cela permet de relier le père à la disparition du garçon et conduit à l'arrestation du père.
Le film se termine avec Nicolas conduit au domicile de sa mère par Patrick, qui a été mis au courant de l’arrestation du père, mais refuse d’en parler au garçon, l’informant simplement que quelque chose de terrible s’est passé et qu’il serait préférable qu’il apprenne la nouvelle de sa famille. Pendant le trajet du retour, les journaux et les chaînes de télévision rapportent l’histoire, et Patrick tente maladroitement de protéger Nicolas d’eux.

## Fiche technique
- Titre : La Classe de neige
- Réalisateur : Claude Miller
- Scénario : Claude Miller et Emmanuel Carrère, d'après son roman La Classe de neige
- Photographie : Guillaume Schiffman
- Montage : Anne Lafarge
- Décors : Jean-Pierre Kohut-Svelko
- Costumes : Catherine Bouchard et Jacqueline Bouchard
- Production : Les Films de la Boissière[2], Francis Boespflug, Annie Miller
- Musique : Henri Texier d'après l'album An Indian's Week (1993)
- Genre : drame, thriller
- Durée : 96 minutes
- Date de sortie : 23 septembre 1998

## Distribution
- Clément Van Den Bergh : Nicolas
- Emmanuelle Bercot : Mlle Grimm
- Lokman Nalcakan : Hodkann
- François Roy : le père
- Yves Verhoeven : Patrick
- Tina Sportolaro : la mère
- Yves Jacques : le visiteur
- Chantal Banlier : Marie-Ange
- Benoît Herlin : Ribotton
- Julien Le Mouel : Lucas
- Tom Jacon : le petit frère
- Loïc Pichon : gendarme 1
- Thierry Redler : gendarme 2
- Jean-Claude Frissung : le médecin
- Cécile Siméone : la jeune mère de la station service
- Emmanuel Carrère : un parent (caméo non crédité)

## Accueil de la critique
Lors de sa sortie du film, le magazine Première juge positivement La Classe de neige qui n'a peut-être pas une grande distribution d'acteurs mais réussit à être un bon drame à la limite du thriller.

## Distinctions
- 1998 : Prix du jury du Festival de Cannes[4]

## DVD et Blu-Ray
En 1999, le film est sorti en VHS par Warner Home Vidéo puis est réédité en 2018 en version DVD et Blu-Ray par LCJ dans une version restaurée 4K.